# Callionymus acutirostris
Callionymus acutirostris, tên thông thường là cá đàn lia mõm nhọn, là một loài cá biển thuộc chi Callionymus trong họ Cá đàn lia. Loài này được mô tả lần đầu tiên vào năm 1981.

## Danh pháp khoa học
Danh pháp khoa học của loài cá này, acutirostris, được ghép từ 2 từ trong tiếng Latinh: acutus có nghĩa là "nhọn", còn rostrum có nghĩa là "mõm", ám chỉ đến 2 ngạnh xương nhọn ở mõm của chúng.

## Phân bố và môi trường sống
C. acutirostris có phạm vi phân bố ở Tây Thái Bình Dương. Loài này chỉ được biết đến tại bờ tây Luzon, phía bắc vịnh Manila, Philippines. C. acutirostris sống trên đáy cát, được tìm thấy ở độ sâu từ 64 đến 81 m.

## Mô tả
Chiều dài tối đa được ghi nhận ở C. acutirostris là khoảng 2,5 cm (dựa trên mẫu tiêu bản duy nhất của cá đực). Màu sắc của tiêu bản (đã được ngâm trong rượu) có màu nâu; vùng bụng và nửa dưới đầu nhạt màu hơn phần cơ thể còn lại. Hai bên cơ thể có một hàng các đốm màu nâu sẫm. Mắt màu xám đen. Đầu có nhiều đốm nâu. Vây lưng thứ nhất trong suốt, có viền đen lớn trên màng vây thứ 2 và 3. Vây lưng thứ hai có 2 đốm nâu trên mỗi tia vây. Vây hậu môn có viền nâu. Rìa dưới của vây đuôi màu đen. Vây ngực có nhiều chấm nâu. Vây bụng có viền ngoài màu nâu sẫm. Đuôi hình mũi giáo, có 9 sọc dọc nâu sẫm.
Số gai ở vây lưng: 4; Số tia vây mềm ở vây lưng: 8; Số gai ở vây hậu môn: 0; Số tia vây mềm ở vây hậu môn: 8; Số tia vây mềm ở vây ngực: 22; Số gai ở vây bụng: 1; Số tia vây mềm ở vây bụng: 5.